# لوتيل (مسلسل)
لوتيل (وتعني الفندق باللهجة التونسية) مسلسل كوميدي تونسي بث على قناة تونس 7 في رمضان 2004 من تأليف حاتم بلحاج وإخراج صلاح الدين الصيد.

## القصة
تدور أحداث المسلسل في فندق صغير في قلب العاصمة التونسية، يديره سي الشريف التونسي، بعد أن ورثه عن والده.
يتعايش سي الشريف مع مجتمع صغير بين حرفاء قادمين من جميع أنحاء البلاد، وعاملين في الفندق مثل شقيقته جويدة، مسؤولة الاستقبال، التي تتشاجر دائمًا مع درة، المسؤولة على هاتف الفندق، بالإضافة إلى المتاعب التي يسببها حامل الحقائب، ستوكو، والنادل أصيل. وفي الوقت نفسه، يعتبر الشاف، طباخ الفندق، صديقه المقرب.
يعيش سي الشريف مع عائلته في الفندق، ومن بينهم زوجته جميلة (جيجي) وأبناؤه من زواجه الأول: قمر، طالبة الحقوق، وعزيز، التلميذ الكسول الذي يسعى للحصول على الباكالوريا. ابنته قمر تربطها علاقة حب مع التيجاني، وهو فنان موسيقي ونادل في مقهى الفندق.
يواجه الفندق ضائقة مالية، فيحاول سي العابد، صهر الشريف، كسب بعض المال من ميراث زوجته جويدة، واستغلال علاقاته كموظف في أحد البنوك لإقناع الشريف ببيع الفندق وتحويله إلى مركز تجاري ومأوى للسيارات، لكن سي الشريف يرفض ويريد الحفاظ على التراث العائلي.

## الشخصيات
- كمال التواتي: «الشريف التونسي» صاحب فندق في العاصمة التونسية
- زهيرة بن عمار: «جويدة التونسي» شقيقة الشريف ومسؤولة استقبال الفندق
- وجيهة الجندوبي: «درة» مشغلة هاتف الفندق
- لطفي الدزيري: «العابد» زوج جويدة وموظف في بنك
- سفيان الشعري: «ستوكو» حامل الحقائب في الفندق
- كوثر الباردي: «جميلة (جيجي)» زوجة الشريف
- صلاح مصدق: «الشاف» طباخ في مطعم الفندق وصديق الشريف
- فيصل بالزين: «أصيل» نادل في مقهى ومطعم الفندق
- فريال قراجة: «قمر التونسي» ابنة الشريف
- محمد الجبالي: «التيجاني (تيتي)» فنان موسيقي ونادل في مقهى الفندق
- قابيل السياري: «عزيز التونسي» ابن الشريف
- محمد قريع: «توفيق» وسيط لجلب حرفاء إلى الفندق
- آمال السماوي: «إيناس» صديقة قمر
- محمد علي دمق: «إلياس» ابن جويدة والعابد

## فريق العمل
| العمل     | صاحب العمل                                   |
| --------- | -------------------------------------------- |
| الإنتاج   | الوكالة الوطنية للنهوض بالقطاع السمعي البصري |
| الموسيقى  | ربيع الزموري                                 |
| السيناريو | حاتم بلحاج                                   |
| الإخراج   | صلاح الدين الصيد                             |